# Howard Samuel Irwin
Howard Samuel Irwin (1928, Louisville, Kentucky) es un botánico estadounidense.

## Biografía
Se especializa en el género botánico Cassia, comenzando su carrera en el Jardín Botánico de Nueva York en 1960, como "investigador Asociado, llegando a su presidencia en 1973 y hasta 1979.
Entre 1952 y 1956 estuvo dando clases de botánica en la ex Guyana inglesa. Regresa y estudia en la Universidad de Texas para obtener su PhD en taxonomía botánica, de 1956 a 1960.
Irwin estuvo en ocho expediciones a Brasil y Guyana entre 1960 y 1972, y coordinó el estudio botánico del "Programa Planalto de Brasil".

## Algunas publicaciones
- howard s. Irwin, rupert c. Barneby. 1982. The American Cassiinae: A Synoptical Revision of Leguminosae Tribe Cassieae Subtribe Casiinae in the New World, vv. 2 Memoirs of the New York Botanical Garden. Ed. New York Bot. Garden, 918 pp. ISBN 0893272418, ISBN 9780893272418

- --------------------, -----------------------. 1978. Monographic Studies in Cassia (Leguminosae Caesalpinioideae), III, Sections Absus and Grimaldia. Memoirs Series 30. arden: New York Botanical Garden. Ed. ilustr. de New York Bot. Garden, 300 pp. ISBN 0893271977, ISBN 9780893271978

- --------------------. 1973. America's Systematics Collections: A National Plan (Prepublication Draft). Ed. Assoc. of Syst. Collections, 58 pp.

- --------------------. 1964. Section Xerocalyx. Memoirs of the New York Botanical Garden 11-12, 114 pp.
- La abreviatura «H.S.Irwin» se emplea para indicar a Howard Samuel Irwin como autoridad en la descripción y clasificación científica de los vegetales.[3]